# McBride (Colombie-Britannique)
Pour les articles homonymes, voir McBride.
McBride est une municipalité située dans la province de la Colombie-Britannique, dans le centre-ouest.